# Kugelblitz
Az elméleti fizikában a kugelblitz olyan tömör „fénygömb”, amely annyira forró és olyan nagy a sűrűsége, hogy eseményhorizontot hoz létre, és az általa kreált energia önmagát ejti csapdába, ellentétben a rendes fekete lyukakkal, amelyek hatalmas tömegük miatt alakulnak ki. Kutatása még csak elméleti, de létezhet.

## Kialakulása
Ez az égitest a Planck-hőmérsékletnél (356 kvadrilliárd [356*1027] °C) is forróbb anyag összesűrűsödésével keletkezik. Ekkora hő csak akkor volt az univerzumban, amikor az ősrobbanás megtörtént.
Lehet úgy is előállítani, hogy rengeteg lézersugarat egy pontra fókuszálunk.

## Haszna
A kugelblitzeknek olyan nagy a hőjük, hogy képesek lennének egy űrhajót meghajtani, amivel az univerzumban utazhatnánk. Ebből szinte végtelen üzemanyagunk lenne. Ezzel olyan gyorsak lehetnénk, hogy a hozzánk található legközelebbi csillagot, a Proxima Centaurit 45 év alatt érnénk el. Ráadásul ez az üzemanyagforrás egy protonnál is kisebb helyen férne el, és összesen 129 petawattnyi (1 petawatt: 1 billió megawatt) energiát bocsátana ki.

## Nevének eredete
A kugelblitz német eredetű szó, azt jelenti, gömbvillám.

## Fordítás
Ez a szócikk részben vagy egészben  a   Kugelblitz (astrophysics) című angol Wikipédia-szócikk ezen változatának fordításán alapul.  Az eredeti cikk szerkesztőit annak laptörténete sorolja fel. Ez a jelzés csupán a megfogalmazás eredetét és a szerzői jogokat jelzi, nem szolgál a cikkben szereplő információk forrásmegjelöléseként.